# یانگ هی-سونگ
یانگ هی-سونگ (انگلیسی: Yang Hee-seung؛ زادهٔ ۱ مارس ۱۹۷۴) بازیکن بسکتبال اهل کره جنوبی بود. وی در بازی‌های المپیک تابستانی ۱۹۹۶ شرکت کرده‌است.